# عليآباد محمدقاسم خان (مقاطعة فهرج)
عليآباد محمدقاسم خان (بالفارسية: علی‌آباد محمدقاسم خان) هي قرية تقع في ناحية نغين كوير في إيران. يقدر عدد سكانها بـ 876 نسمة .